# Герб Коврова
Герб Коврова — административного центра Ковровского района Владимирской области Российской Федерации — опознавательно-правовой знак, составленный и употребляемый в соответствии с правилами геральдики, служащий символом местного самоуправления и городского статуса города.
Герб утверждён решением Совета народных депутатов города Коврова № 24 от 25 января 2012 года.
Герб внесён в Государственный геральдический регистр Российской Федерации под регистрационным номером 7566.

## История герба
Ковров стал городом в 1778 году по указу императрицы Екатерины II. Среди городских привилегий имелся пункт, гласивший: «Городу иметь герб, утверждённый рукою императорского величества, и оный употреблять во всех городовых делах».
Существует легенда, что царский наместник граф Воронцов очень любил охотиться на зайцев в ковровских лесах. Именно он и предложил изобразить этих зверьков на гербе Коврова. Автором ковровского герба стал герольдмейстер А. А. Волков. Он создал раннюю версию герба, утверждённую 16 августа 1781 года.
При составлении герба города Коврова поле щита пересеклось надвое: «В верхней части — герб Владимирский. В нижней — сидящие два зайца в зелёном поле, каковых зверей в окрестности сего города изобильно».
В XIX веке в период геральдической реформы Б. В. Кёне был разработан новый проект: герб Владимира перенесли в «вольную часть» (верхний правый угол) герба города. Из описания проекта 1857 года:
«В зеленом поле 2 серебряных зайца с червлеными глазами и языками, стоящие на задних лапах и обращенные друг к другу спинами». В вольной части герб Владимирской губернии. Щит увенчан серебряной стенчатой короной, за щитом накрест положены два золотых молотка, соединенные Александровской лентой». Проект не был официально утверждён вплоть до решения Ковровского городского Совета народных депутатов от 21 августа 1997 г.
В 2012 году в связи с присвоением Коврову звания Города воинской славы было решено скорректировать герб с учётом рекомендаций Геральдического совета при Президенте РФ. Современное описание герба:

В зелёном поле на золотой земле два серебряных сидящих, обращенных друг от друга зайца. В вольной части (в верхнем правом углу) герб Владимирской области.
Щит увенчан золотой башенной короной о пяти видимых зубцах с двумя обнаженными, скрещенными за короной мечами с серебряными клинками и золотыми рукоятями, и обрамлен лентой ордена Трудового Красного Знамени

Собственно щит остался практически без изменений. Вместо красной ленты герб теперь окружает бело-синяя орденская лента — знак того, что в 1978 году Ковров был награждён орденом Трудового Красного Знамени. Золотая башенная корона с пятью зубцами — показатель статуса городского округа. Скрещенные позади короны мечи символизируют присвоенное Коврову звание Города воинской славы. В оформлении герба используется золотой цвет — символ богатства, стабильности, уважения и интеллекта. Серебряный как олицетворение чистоты, совершенства мира и взаимопонимания. Красный цвет на гербе означает труд, силу, красоту, а зелёный — природу, здоровье и молодость.
Герб Коврова является элементом современного ковровского флага. Заяц рассматривается как один из символов Коврова: например, Ковровский завод им. В. А. Дегтярева с 1946 г. выпускал мотоциклы «Ковровец» и «Восход», которые были украшены эмблемой зайца. 

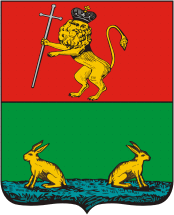
Герб 1781 года
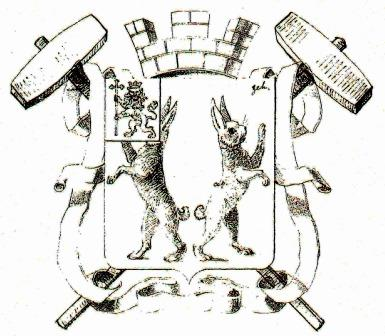
Проект герба 1859 года
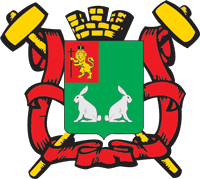
Герб 1997 года
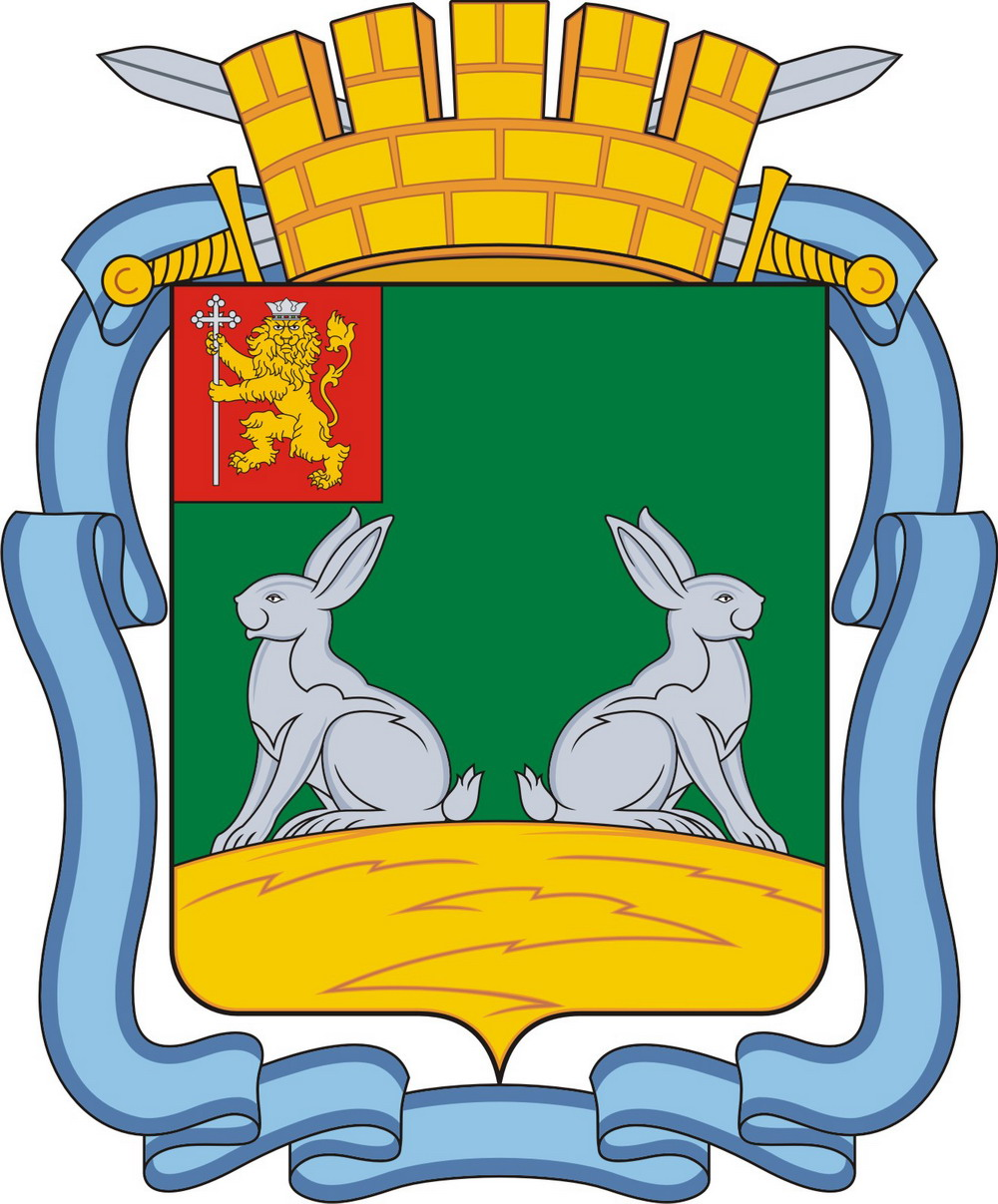
Герб 2012 года